# Jack McCall

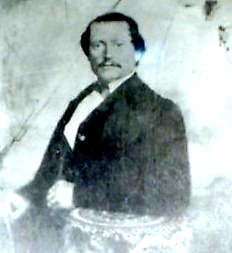

Jack McCall znany również jako „Jack Krzywy Nos” (ur. w 1852 lub 1853 w hrabstwie Jefferson, w stanie Kentucky, zm. 1 marca 1877 w Yankton na Terytorium Dakoty) – zabójca Jamesa „Dzikiego Billa” Hickoka. Ze względu na to, że strzelił do niego z tyłu, miłośnicy legendy i badacze dziejów Hickoka określają go zazwyczaj mianem „tchórza i mordercy”.

## Zabójstwo Hickoka
Niewiele wiadomo o życiu McCalla. Urodził się i wychowywał w stanie Kentucky wraz z trzema siostrami, po czym, jako bardzo młody człowiek uciekł na Zachód, gdzie za pieniądze zajął się masowym odstrzałem bizonów. W roku 1876 mieszkał w obozowisku poszukiwaczy złota przy kresowej osadzie bez praw miejskich zwanej Deadwood, występując pod pseudonimem Bill Sutherland.
2 sierpnia roku 1876 wszedł do saloonu „Nuttal & Mann’s No 10” w Deadwood, wyciągnął swój rewolwer kalibru .45
i z okrzykiem „No to masz!” (ang. Take that!) strzelił w tył głowy Hickoka, który –
w przeciwieństwie do przyjętego przezeń zwyczaju, by mieć zawsze ścianę za plecami – tym razem zasiadł do gry w pokera mając za sobą drzwi i bar. Jak na ironię zabójstwo nastąpiło wkrótce po zaoferowaniu przez Hickoka McCallowi paru groszy na śniadanie, bowiem poprzedniego zgrał się w karty.
McCall, szachując obecnych w saloonie mężczyzn rewolwerem, wybiegł na ulicę, gdzie próbował dosiąść czyjegoś konia.
W związku z tym, że z powodu gorąca właściciel wierzchowca poluźnił popręg, Jack zwalił się na ziemię. Następnie uciekł do pobliskiej rzeźni, gdzie jednak został, po kilku minutach, schwytany. Przed sądem doraźnym tłumaczył się, że zastrzelenie Hickoka było aktem zemsty, za zabicie jego brata w czasie, gdy Hickok był szeryfem w Abilene. Skutkiem tego, po dwóch godzinach obrad ławy przysięgłych, złożonej z okolicznych biznesmenów i górników, McCall został uniewinniony.

## Ucieczka i ponowny proces
McCall zbiegł z Deadwood do Wyoming, gdzie dość długo i z detalami opowiadał, jak to zabił Hickoka w otwartym pojedynku. Na jego nieszczęście jednak, władze Wyoming nie uznały wyroku, jaki zapadł w sprawie McCalla w Deadwood, które leżało na terytoriach indiańskich (a więc było osadą nielegalną w świetle prawa) i postanowiły sądzić go ponownie.
Został aresztowany, a ponowny proces odbył się w Yankton, na Terytorium Dakoty. McCall został uznany za winnego morderstwa i powieszony 1 marca 1877 roku w wieku 24 lat. McCall był pierwszą osobą skazaną na śmierć przez sąd amerykański na tym terenie. Już po egzekucji okazało się, że nigdy nie miał brata.

## McCall w kulturze
- McCall jako zabójca Hickoka pojawił się w serialu telewizyjnym HBO pt. Deadwood. Jego postać odtwarzał aktor Garret Dillahunt, zaś „Dzikiego Billa” Keith Carradine.